# Claudiano Mamerto

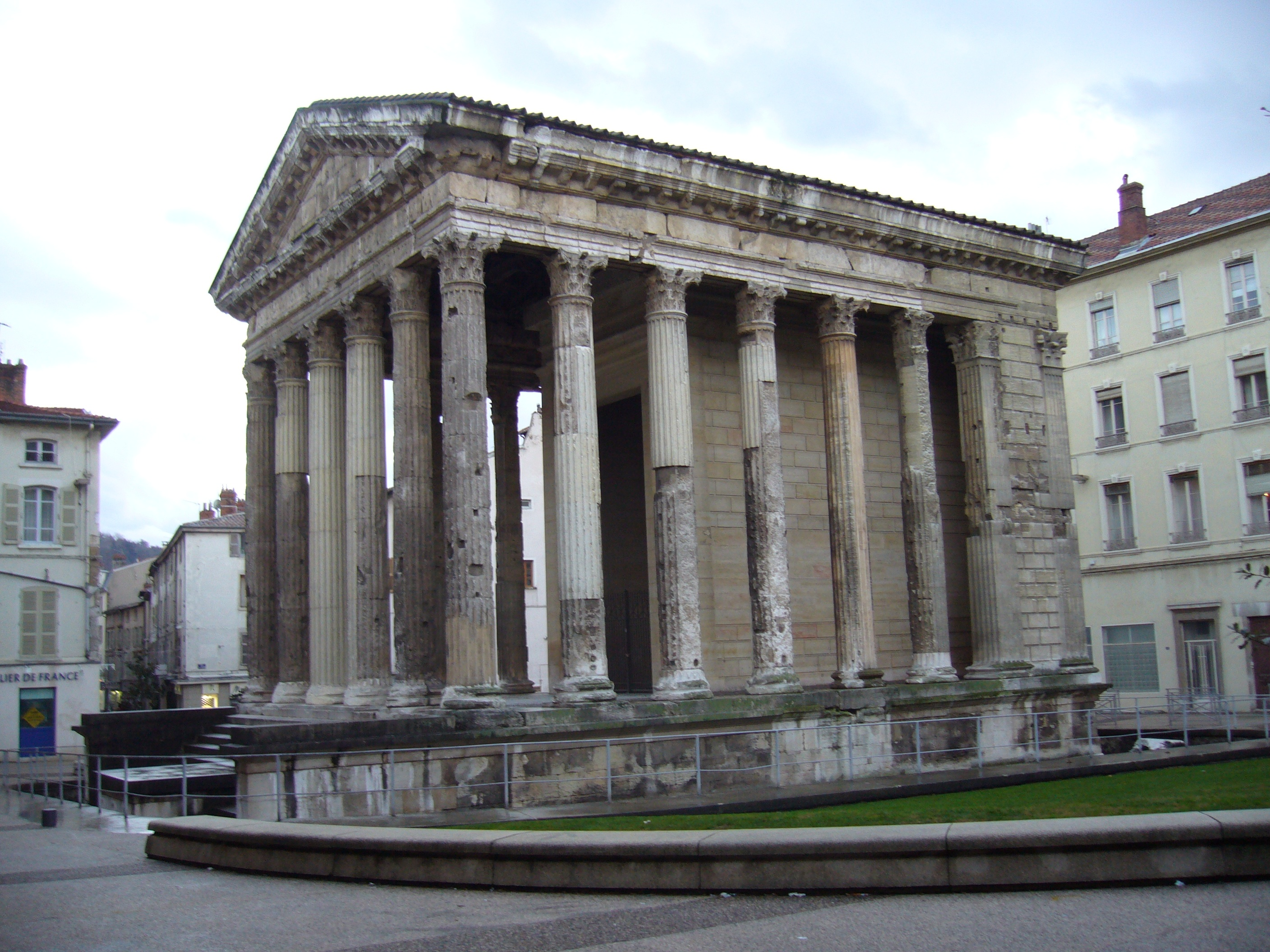
Colonia Iulia Viennensis (Vienne): Tempio di Augusto

Claudiano Mamerto (in latino Claudianus Mamertus; Colonia Iulia Viennensis, ... – Colonia Iulia Viennensis, 474 circa) fu uno scrittore, teologo e filosofo di origine galla, di espressione latina e di fede cristiana, vissuto in epoca tardo-imperiale. È considerato uno degli ultimi rappresentanti della patristica dell'Occidente romano.

## Biografia
Nacque a Lugdunum o, più probabilmente, a Colonia Iulia Viennensis, dove risiedette lungamente e dove esercitò il sacerdozio; morì tra il 473 e il 475.
Fu fratello di Mamerto di Vienne, vescovo della città, che lo ordinò sacerdote, e amico di Sidonio Apollinare, con cui ebbe dispute filosofiche.

## De statu animae
È autore di un celebre trattato, dedicato a Sidonio Apollinare e articolato in tre libri, dal titolo di De statu animae in cui si avverte la chiara influenza di Agostino d'Ippona, che egli considerò sempre suo padre spirituale e modello insuperato di saggezza. Scritto sul finire degli anni sessanta del V secolo il testo fu molto studiato in età medievale e lo stesso Abelardo lo cita ripetutamente nelle proprie opere.
Il trattato è una descrizione dell'anima umana, la cui essenza, secondo l'autore, è incorporea e si struttura in componenti altrettanto incorporei quali la ragione, la memoria e la volontà. L'anima, pur essendo immateriale, è presente nella propria totalità in ogni minima parte del corpo, come Dio lo è, nella sua interezza, in ogni remoto angolo del mondo. L'anima umana, pertanto, ha la stessa natura incorporea dell'Entità che l'ha creata: Dio.